# 柏島 (倉敷市)
柏島（かしわじま）は、岡山県倉敷市玉島地域にある地区である。住所表記上の倉敷市玉島柏島・玉島柏台・玉島勇崎からなる。
かつての浅口郡柏崎村（かしわざきそん）に相当する。

## 概要
玉島地域の西南部に位置し、丘陵部と海岸沿いの平地からなる。玉島港の西部に位置する。柏島・柏台・勇崎からなる。
古来は、北接の阿賀崎地区とともに、当地区の大部分は同名の島嶼であった。
玉島を代表する寺院で、良寛に所縁が深い円通寺が地区北東部、阿賀崎との境界付近に所在していることで知られる。
東部の玉島港沿岸部は古くからの集落が続くが、中部の丘陵地には大型の住宅地が造成され、南部の干拓地一帯でも開発が行われている。

## 人口・世帯数
平成24年9月末現在。
| 町字          | 世帯数 | 男性人口 | 女性人口 | 総人口 | 備考 |
| ------------- | ------ | -------- | -------- | ------ | ---- |
| 玉島柏島      | 2666   | 3283     | 3467     | 6750   |      |
| 玉島柏台1丁目 | 148    | 178      | 199      | 377    |      |
| 玉島柏台2丁目 | 163    | 191      | 214      | 405    |      |
| 玉島柏台3丁目 | 205    | 254      | 258      | 512    |      |
| 玉島柏台4丁目 | 98     | 117      | 137      | 254    |      |
| 玉島柏台5丁目 | 192    | 239      | 244      | 483    |      |
| 玉島勇崎      | 1034   | 1339     | 1466     | 2805   |      |
| 合計          | 4506   | 5601     | 5985     | 11586  |      |

## 通信

### 電話番号
柏島地区を含む玉島地域は倉敷MAに属し、市外局番は086。これは倉敷市の他地域に加え都窪郡早島町および岡山市南区の一部（植松・西畦・箕島）と共通となる。

### 郵便番号
全域が玉島郵便局（郵便区番号713）の集配担当区域に当たる。
- 玉島柏島 - 713-8123
- 玉島柏台 - 713-8124
- 玉島勇崎 - 713-8125

## 学区
小学校区
柏島北部・勇崎北部・柏台は、倉敷市立柏島小学校区。柏島南部・勇崎南部は、倉敷市立玉島南小学校区。
中学校区
全域が倉敷市立玉島西中学校区。

## 主要施設
教育・保育施設
- 倉敷市立玉島西中学校
- 倉敷市立柏島小学校
- 倉敷市立玉島南小学校
- 柏島認定こども園
- 倉敷市立八幡保育園
- 勇崎学園勇崎幼稚園
- 敬愛学園第二敬愛幼稚園
- 新倉敷自動車学校

医療施設
- 玉島協同病院
- 藤沢脳神経外科

神社仏閣
- 円通寺

## 名所・旧跡
- 円通寺・円通寺公園 - 良寛ゆかりの寺院と、その周囲を公園として整備したもの。
- 財の山公園
- 玉島みなと公園

## 交通
道路
- 岡山県道47号線
- 岡山県道398号線
- 水玉ブリッジライン
- 国道２号線